# Tota (ort)
Tota är en ort i Colombia.   Den ligger i departementet Boyacá, i den centrala delen av landet, 160 km nordost om huvudstaden Bogotá. Tota ligger 2 860 meter över havet och antalet invånare är 774.
Terrängen runt Tota är kuperad åt nordväst, men åt sydost är den platt. Runt Tota är det ganska glesbefolkat, med 48 invånare per kvadratkilometer. Närmaste större samhälle är Sogamoso, 18,3 km norr om Tota. Trakten runt Tota består i huvudsak av gräsmarker.